# Plön Amt
Plön Amt var et amt i Hertugdømmet Holsten med forvaltningssæde på Plön Slot i Plön. Amtet hørte til det lille plönske hertugdømme, som i 1761 kom til den danske krone og indgik i helstaten. I 1864 blev det sammen med det øvrige Holsten afstået til Preussen og Østrig. I 1866 overtog Preussen efter freden i Prag alle rettigheder fra Østrig, og i 1867 blev amtet omdannet til Kreis Plön under provinsen Slesvig-Holsten, og lederen af kredsen fik titel af landråd.

## Amtmænd
Denne liste er ufuldstændig; hjælp gerne med at udfylde den.
- 1480-?: Joachim Buchwald
- Claus von der Wisch
- ?-1545: Godske Ahlefeldt
- 1761-?: Detlev von Reventlow
- 1787-1808: August Hennings (døde i embedet)
- 1808-1824: Nikolaus von Luckner (døde i embedet)
- 1843-1859: Ernst Rantzau
- 1859-1864: Werner von Levetzau